# Naoko Sawamatsu
Naoko Sawamatsu (Japans: 沢松奈生子, Sawamatsu Naoko) (Nishinomiya, 23 maart 1973) is een voormalig tennisspeelster uit Japan. Zij werd prof in 1989. Haar laatste officiële wedstrijd speelde zij in 1998.

## Loopbaan
Op de WTA-tour wist zij vier toernooien in het enkelspel te winnen, alsmede twee op het ITF-circuit. Haar beste resultaat op een grandslamtoernooi kwam op het Australian Open in 1995 – zij bereikte toen de kwartfinale en verloor deze van de Spaanse Arantxa Sánchez Vicario. Haar hoogste positie op de WTA-ranglijst is de veertiende plaats, die zij bereikte in februari 1995.
Sawamatsu vertegenwoordigde Japan op de Olympische Spelen van 1992 in Barcelona en 1996 in Atlanta.
In de periode 1988–1998 maakte Sawamatsu deel uit van het Japanse Fed Cup-team – zij vergaarde daar een winst/verlies-balans van 8–12.
In 1999 publiceerde zij (in het Japans) het boek "Aangetrokken door de wind van Wimbledon – 10 jaar professioneel tennis". Daarnaast werd zij tenniscommentator op radio en tv en ambassadeur voor het Toray Pan Pacific Open.

## Posities op deWTA-ranglijst
Positie per einde seizoen:
| jaar | rang enkelspel | rang dubbelspel |
| ---- | -------------- | --------------- |
| 1989 | 262            | –               |
| 1990 | 31             | –               |
| 1991 | 33             | 217             |
| 1992 | 24             | 128             |
| 1993 | 28             | 237             |
| 1994 | 26             | 121             |
| 1995 | 17             | 170             |
| 1996 | 38             | –               |
| 1997 | 34             | –               |
| 1998 | 55             | –               |

## Palmares
| Legenda                |
| ---------------------- |
| Grandslamtoernooi      |
| Olympische Spelen      |
| Year-End Championships |
| Tier I                 |
| Tier II                |
| Tier III               |
| Tier IV & V            |

### WTA-finaleplaatsen enkelspel
| nr.              | finale     | toernooi        | ondergrond | tegenstandster  | score         |
| ---------------- | ---------- | --------------- | ---------- | --------------- | ------------- |
| gewonnen finales |            |                 |            |                 |               |
| 1.               | 1990-04-28 | WTA Singapore   | hardcourt  | Sarah Loosemore | 7-6, 3-6, 6-4 |
| 2.               | 1993-05-23 | WTA Straatsburg | gravel     | Judith Wiesner  | 4-6, 6-1, 6-3 |
| 3.               | 1994-04-24 | WTA Singapore   | hardcourt  | Florencia Labat | 7-5, 7-5      |
| 4.               | 1997-04-27 | WTA Jakarta     | hardcourt  | Yuka Yoshida    | 6-3, 6-2      |
| verloren finales |            |                 |            |                 |               |
| 1.               | 1991-04-21 | WTA Pattaya     | hardcourt  | Yayuk Basuki    | 2-6, 2-6      |
| 2.               | 1992-05-24 | WTA Straatsburg | gravel     | Judith Wiesner  | 1-6, 3-6      |
| 3.               | 1993-01-16 | WTA Melbourne   | hardcourt  | Amanda Coetzer  | 2-6, 3-6      |

### WTA-finaleplaatsen dubbelspel
geen

### Gewonnen ITF-toernooien enkelspel
| nr. | finale     | toernooi | dotatie  | ondergrond | tegenstandster in finale | score    |
| --- | ---------- | -------- | -------- | ---------- | ------------------------ | -------- |
| 1.  | 1989-10-15 | Nagasaki | $ 25.000 | hardcourt  | Akiko Gooden             | 6-4, 6-0 |
| 2.  | 1990-03-25 | Moulins  | $ 25.000 | tapijt (i) | Cláudia Chabalgoity      | 6-3, 6-1 |

## Resultaten grandslamtoernooien
| Legenda | Legenda                          |
| ------- | -------------------------------- |
| g.t.    | geen toernooi gehouden           |
| l.c.    | lagere categorie                 |
| –       | niet deelgenomen                 |
| G       | uitgeschakeld in de groepsfase   |
| 1R      | uitgeschakeld in de eerste ronde |
| 2R      | uitgeschakeld in de tweede ronde |
| 3R      | uitgeschakeld in de derde ronde  |
| 4R      | uitgeschakeld in de vierde ronde |
| KF      | uitgeschakeld in de kwartfinale  |
| HF      | uitgeschakeld in de halve finale |
| F       | de finale verloren               |
| W       | het toernooi gewonnen            |
| w-v     | winst/verlies-balans             |

### Enkelspel
| toernooi        | 1990 | 1991 | 1992 | 1993 | 1994 | 1995 | 1996 | 1997 | 1998 |
| --------------- | ---- | ---- | ---- | ---- | ---- | ---- | ---- | ---- | ---- |
| Australian Open | –    | 3R   | –    | 3R   | 2R   | KF   | 4R   | 1R   | 1R   |
| Roland Garros   | 2R   | 4R   | 1R   | 2R   | 2R   | 3R   | 2R   | 1R   | 2R   |
| Wimbledon       | 1R   | 2R   | 4R   | 3R   | 4R   | 3R   | 3R   | 2R   | 3R   |
| US Open         | 2R   | 2R   | 3R   | 1R   | 1R   | 3R   | 2R   | 2R   | 2R   |

### Vrouwendubbelspel
| toernooi        | 1992 | 1993 |    | 1995 |
| --------------- | ---- | ---- | -- | ---- |
| Australian Open | –    | 1R   | 3R |      |
| Roland Garros   | 1R   | –    | –  |      |
| Wimbledon       | 2R   | –    | –  |      |
| US Open         | 1R   | –    | –  |      |